# Melchor de Liñán y Cisneros
Melchor de Liñán y Cisneros (ur. 19 grudnia 1629 w Madrycie, zm. 28 czerwca 1708 w Limie) – hiszpański duchowny katolicki, polityk, biskup Santa Marty w latach 1664–1672, arcybiskup metropolita La Plata o Charcas w latach 1672–1677, ósmy arcybiskup limski oraz prymas Peru od 1677 r., wicekról Peru w latach 1678–1681.

## Życiorys

### Pochodzenie i młodość
Urodził się w 1629 r. w Madrycie jako syn Francisco de Liñán y Cisneros i Isabel González. Pochodził z bardzo wpływywoej hiszpańskiej rodziny arystokratycznej, której jednym z przedstawicieli był wpływowy kardynał – Francisco Jiménez de Cisneros. Studiował sztukę i teologię na Uniwersytecie Alcalá de Henares, otrzymując stopień doktora z tej drugiej dziedziny. Po otrzymaniu święceń kapłańskich pracował jako kapłan w Santa Maria de Buitrago i Torrelagunie.
W 1660 r. został przeniesiony do Madrytu, gdzie objął probostwo Świętego Zbawiciela do 1664 r., kiedy to podjął pracę w inkwizycji.

### Biskup Santa Marty
30 sierpnia 1664 został mianowany biskupem Santa Marty w Nowym Królestwie Grenady (obecnie Kolumbia). 18 stycznia 1665 r. otrzymał prowizję papieską na to stanowisko, a kilka miesięcy później został konsekrowany na biskupa w Cartagena de Indias przez bpa Antonia Sanz Lozano.
Niespełna rok później, 22 czerwca 1666 r. został przeniesiony na biskupstwo Popayan, które objął 20 października 1667 jako biskup elekt, jednak prowizję uzyskał dopiero 2 lata później przez co uroczysty ingres odbył się dopiero 24 lipca 1669 r.

### Gubernator Nowej Granady
Zaraz po rozpoczęciu rządów w nowej diecezji, które zapoczątkował od wizytacji parafii leżących na jej terenie, został mianowany 5 grudnia 1670 r. gubernatorem i kapitanem generalnym Nowej Granady. oraz przewodniczącym Królewskiej Rady Kolonii Santa Fe de Bogota. Uroczyste objęcie urzędu nastąpiło 2 czerwca 1671 r. Swoje rządy rozpoczął od postawienia w stan oskarżenia swojego poprzednika Diego de Villalba y Toledo oraz dwóch miejscowych sędziów i prokuratora, którym zarzucano nadużywanie władzy.
Spacyfikował powstanie Indian, a następnie wycofał wojska ze swojej kapitanii, sprowadzając franciszkanów, którzy mieli zająć się łagodzeniem nastrojów na tym terenie oraz dalszą chrystianizacją tubylczej ludności. Zmagał się także z atakami piratów atakujących Panamę, Portobelo, Cartagenę de Indias i Santa Martę oraz z Anglikami, którzy zajęli wyspy Providencia i Santa Catalinę.
Będąc gubernatorem został promowany przez Stolicę Apostolską na urząd arcybiskupa La Plata Charcas w Górnym Peru (obecnie Boliwia), 15 września 1671 r. mimo tej nominacji nadal sprawował swoje obowiązki administracyjne w Nowej Granady do 18 czerwca 1674 r., a swoje rządy zakończył skazaniem Toledo Villalby, po czym wyjechał do Charcas, gdzie 12 sierpnia 1675 r. odbył ingres do tamtejszej katedry.

### Arcybiskup Liny i wicekról Peru

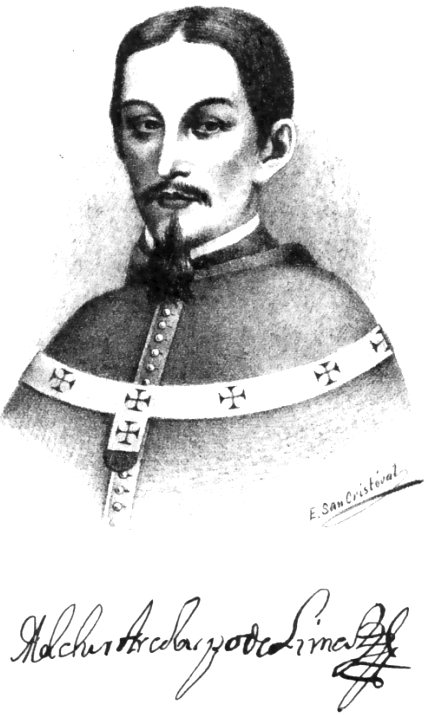
Melchor de Liñán y Cisneros jako arcybiskup limski i wicekról Peru, ilustracja Evaristo San Cristóval

14 grudnia 1676 r. po śmierci abpa Juana de Almoguery, został wyznaczony na jego następcę. Uroczysta intronizacja na stanowisku arcybiskupa metropolity limskiego i prymasa Peru odbyła się 18 lutego 1678 r. W tym samym czasie miało miejsce odwołanie ze stanowiska wicekróla Baltasara de la Cueva Henríqueza, którego oskarżono o nadużywanie władzy i niegospodarność. Jego następcą został nowy arcybiskup limski, 8 marca tego samego roku. Miał on sprawować rządy przejściowo przez 3 lata na czas wyjaśnienia sprawy.
Linan w przeciwieństwie do swoich poprzedników, nie chciał pożyczyć pieniędzy należących do kolonii Skarbowi Państwa oraz prowadził rozważną politykę gospodarczą przez co obniżył zadłużenie kolonii. W dziedzinie obrony nakazał wzmocnić obwarowania portu Callao, kontynuując politykę swojego poprzednika.
Usunął także kilku księży ze swoich parafii, ze względu na wykazane im nadużycia finansowe w stosunku do Indian. Wspierał szczególnie zakon jezuitów. Buntujących się przeciwko jego władzy franciszkanów i dominikanów kreolskiego pochodzenia, którzy buntowali się przeciwko władzy arcybiskupa pochodzącego z Hiszpanii uwięził Limy i Quito.
25 stycznia 1675 r. dokonał beatyfikacji w Limie Francisco Solano, a 3 lata później, 28 czerwca 1679 r. Toribio de Mogrovejo. Obie uroczystości były ważnymi wydarzeniami w życiu kolonii i cechowały się surowością i nie były zbyt wystawne.
20 listopada 1681 r. ustąpił z urzędu wicekróla na rzecz Melchora de Navarry y Rocafull, księcia La Platy, któremu przedstawił sprawozdanie ze swojej działalności. W zamian za swoją wieloletnią służbę oraz osiągnięcia w administracji państwowej został mianowany honorowym doradcą Jego Wysokości i obdarzony tytułem Conde de la Puebla de los Valles, z którego zrezygnował na rzecz swojego brata Jose de Linana y Cisneros.
Linan nadal sprawował funkcję duchowne w Peru. Zmarł w 1708 w Limie, w wieku 78 lat. Funkcję prymasa Peru sprawował przez 30 lat, 4 miesiące i 3 dni, najdłużej ze wszystkich arcybiskupów limskich w kolonialnej historii tego kraju. Jego ciało spoczywa w kościele, który zbudował na własny koszt po trzęsieniu ziemi z 1687 roku.